# Tataouine
Tataouine (Berbers: ⵜⵉⵟⵟⴰⵡⵉⵏ) is een stad in Tunesië en is de hoofdplaats van het gelijknamige gouvernement Tataouine.
Bij de volkstelling van 2004 telde Tataouine 59.346 inwoners. Bij de laatste volkstelling in 2014 steeg dit aantal naar 95.775 inwoners
De naam Tataouine komt van het Berberse Tittawin, wat letterlijk de ogen en figuurlijk de bronnen betekent (zie de Marokkaanse stad Tetouan).
Tataouine is ‘s lands zuidelijkste oord van betekenis. De stad is wereldberoemd om haar unieke, typisch Berberse bouwstijl. Het is om die reden erg in trek bij filmmakers die op zoek zijn naar een bijzondere omgeving, zo is Star Wars er gefilmd. De fictieve thuisplaneet Tatooine van Luke Skywalker (en van diens vader Anakin Skywalker) werd naar deze stad genoemd.
Hier begint de Sahara, die 40 procent van Tunesië bedekt. Ooit heersten hier Berbers, maar de Arabische Banu Hilal bedoeïenen onderwierpen dit Noord-Afrikaanse oervolk. Hun taal en cultuur verdwenen grotendeels uit Tunesië. De genen bleven: meer dan 80 procent van de circa tien miljoen Tunesiërs bezit Berbers bloed. Om voeling te houden met hun wortels vieren de Arabische woestijnbewoners rond Tataouine elk jaar een sprankelend volksfeest: het Festival international des Ksour sahariens. Het festival eert het uniek bouwkundig verschijnsel van de ksar.